# Ben Foster (színművész)
Ben Foster (Boston, Massachusetts, 1980. október 29. –) amerikai színész. 
Eddigi karrierje során olyan filmeket tudhat maga mögött, mint a Szabad a szerelem, Kihevered, haver! című tinifilmek, de olyan akciófilmeket is, mint A megtorló, X-Men: Az ellenállás vége, Alpha Dog vagy a Börtönvonat Yumába.
Filmszerepei mellett feltűnt televíziós sorozatokban és színházi darabokban is..

## Gyermekkora
1980-ban született a Massachusetts állambeli Bostonban. Szülei Gillian és Stephen Foster, akinek több saját étterme is van. Ben szüleit „szabad szellemű, Vietnám ellen tiltakozó hippiként” jellemezte. Van egy öccse, Jon Foster, aki szintén színész, aki inkább sorozatokban volt látható, de szerepelt olyan filmekben, mint Az élet háza, Terminátor 3. – A gépek lázadása és játszott már bátyjával a Pandorumban is. Csak úgy mint szülei, Ben is zsidó, apai nagyanyja pedig a Szovjetunióból emigrált, hogy elkerülje a pogromot 1923-ban. Négy évvel Ben születése után a család elköltözött Iowába, ahol Ben is tanult. A fairfieldi iskolában tanterv volt a transzcendentális meditáció, így neki is gyakorolnia kellett. Tizenhat éves volt, mikor otthagyta az iskolát és elköltözött Los Angelesbe, hogy elkezdje színészi karrierjét.

## Pályafutása

### 1990-es évek
Ben Foster színészi karrierjét tizenhat évesen kezdhette meg a Flash Forward című sorozatban, melynek főszereplője volt. Filmes debütálása John Mallory Asher első filmjében, a Kounterfeitben volt 1997-ben. A filmet videokazettákra gyártották, moziba soha nem került, de Ben belekóstolhatott a filmezésbe és szerepelhetett az akkor szintén feltörekvő Hilary Swankkal. 1998-ban három tévéfilmben is játszhatott. Az első a Tudom, mit suttogtál a sötétben című horror volt, majd a Reggeli Einsteinnel! könnyed családi vígjátékban volt látható, végül az 1973 című vígjátékban, mely mindössze 30 percesre sikeredett, mégis tévéfilm lett belőle. Ben karrierjét nem vitte előbbre, mégis örült, hogy újra a stáblista első helyén szerepelhetett. Az évtized utolsó produkciójában visszajött a filmekhez. 1999-ben Barry Levinson, Szabad a szerelem című romantikus drámában kapta meg az egyik főszerepet. Itt egy testvérpárt alakítanak Adrien Brodyval, akik a polgárjogi mozgalmak előretörésével megtanultak szabadnak lenni. Így Ben Kurtzman (Foster) beleszeret egy protestáns nőbe, amit persze a szülők nem néznek jó szemmel. A kritikusok nem foglalkoztak a filmml, azonban a közönségnek nagyon tetszett a film és Foster alakítását is dicsérték.

### 2000-es évek
Az ezredforduló első évében nem szerepelt filmben, de 2001-ben jelentkezett Donnie Darko szerepére a Donnie Darkóba, ezt azonban végül Jake Gyllenhaal kapta meg. Így megint a tinifilmhez tért vissza, a Kihevered, haver!-ban egy gimnazistát alakított, akinek tönkrement az élete. A filmben Kirsten Dunsttal játszott együtt, akivel a forgatás során közelebb is kerültek egymáshoz és egy évig jártak. Az Egy gyilkosság története című filmben, olyan sztárokkal játszhatott, mint Laura Linney, Peter Fonda, Steve Buscemi és Christina Ricci. A filmet többször is feldolgozták színházakban és négy Emmy-díj-jelölést is maga mögött tudhat. Ezután a Totál káoszban próbálta ki magát, ismét nagy nevekkel: Tim Allen, Rene Russo, Stanley Tucci vagy Tom Sizemore. Még ugyanebben az évben szerepelt a Robbanékony tinédzserben, szerepe szerint sérült lelkű tini, aki kitaszított az iskolában. Ben megkapta első filmes díját. Egy kisebb szerepet vállalt A fülke című thrillerben, de még a stáblistán sem lett feltüntetve. A 2003-as Northfork, melyet több fesztiválon is bemutattak, nem igazán nyerte el a közönség tetszését. Ismét Hilary Swankkal szerepelhetett a 11:14-ben, ekkora már jóval ismertebb lett mindkét színész. A filmről alkotott vélemény pedig, elég megosztott lett. Csakúgy mint A megtorló című film, mely a képregényt dolgozza fel. Foster csak asszisztálhatott, de legalább együtt játszhatott John Travoltával. A Jeremiah története című dráma sem hozta meg a várva várt sikert.
Ben továbbra sem kapta meg az igazán nagy szerepet, egészen 2005-ig, mikor együtt játszhatott Bruce Willisszel a Túszdráma című akciófilmben. A történetben három srác (ő formálja meg az egyiket), kirabol egy gazdag férfit, azonban a házból nem tudják elvinni a pénz, mert amint a riasztó bekapcsol betonbunkerré válik a épület, ráadásul rendőrök veszik körül a területet. Ben kimagasló teljesítményt nyújtott. 2006-ban ismét Willisszel játszott az Alpha Dogban. Itt egy skinheadet alakít, akitől elrabolják az öccsét, mert nem tudja kifizetni az anyagot, amit vásárolt. Újabb figyelemre méltó alakítást tett le az asztalra, melyet már díjjal is honoráltak. Még ebben az évben az X-Men legutóbbi részében, az X-Men: Az ellenállás vége című filmben szerepelt, az Angyal / Warren Worthington III szerepében. 2007-ben Russel Crowe-val játszott a Börtönvonat Yumába című westernben, Charlie Prince, a hidegvérű gyilkos szerepében. A szerepére Thell Reed híres hollywoodi lőfegyverszakértő készítette fel. Több komolyabb kritikai díj jelölte az alakítását. Horrorban is kipróbálta magát, a 30 nap éjszaka című filmben, ahol vámpírokkal veszi fel a küzdelmet. Matthew Perryvel a Birds of America című filmben is szerepelt. 2009-ben A harcmező hírnökeiben szerepelt; Will Montgomery (Foster) egy Irakból éppen hazatért srác, akit Tony Stone (Woody Harrelson, akit Oscar-díjra is jelöltek ezért az alakításáért) támogat lelkileg. Ők ketten azok, akik értesítik a legközelebbi hozzátartozókat a háborúban elhunyt családtagokról. Főként Woodyt ismerték el kritikailag, de Fostert is többen dicsérték. A Pandorumban Dennis Quaiddel szerepelt, ők asztronautákat játszottak, akikre valaki vagy valami rájuk akar támadni a hajójukon. A filmben feltűnik öccse, Jon Foster is. 2011 januárjában mutatták be az A mestergyilkost, melyben Jason Stathammel szerepel. A filmben Statham bérgyilkost alakít, aki megöli Foster apját, ennek ellenére mégis őt választja mentorának. Ezen kívül a Here című drámában kapta meg a főszerepet, melyet a kezdő rendező Branden King forgatta le.
2012-ben a Wahlberg-fivérekkel szerepelt a Csempészekben, majd az Oscar-díjas rendező, Barry Levinson filmjében, a Gotti: In the Shadow on My Father-ben szerepel, olyan híres színészek mellett, mint Al Pacinoés John Travolta.

### Sorozatszerepei
Ben Foster egész karrierjét sorozatban kezdte 1995-ben a Flash Forward-ban. A sorozatban 26 epizódban szerepelt, mint főszereplő, ám egy évad után a sorozat megszűnt. Ez volt az első Disney Channel által alakított sorozat. 1988 egy epizód erejéig szerepelt a You Wish-ben, majd két részig a Különcök és stréberekben. A Családjogi esetekben is feltűnt szintén egy epizódig. Középiskolába ment, amikor szerepelt a Boston Publicban, majd a Stephen King regényéből feldolgozott A holtsáv című kanadai sorozatban játszott. Visszatérő szereplő volt, mint a biszexuális Russell Corwin a Sírhant művekben. A HBO produkcióban két év alatt 22 epizódban szerepel. Legutóbb 2007-ben volt vendégszínész A nevem Earl-ben, mint Glenn a visszatérő bűnöző...

## Filmográfia

### Film
| Év   | Magyar cím                    | Eredeti cím                             | Szerep                          | Magyar hang       |
| ---- | ----------------------------- | --------------------------------------- | ------------------------------- | ----------------- |
| 1996 |                               | Kounterfeit                             | Travis                          |                   |
| 1999 | Szabad a szerelem             | Liberty Heights                         | Ben Kurtzman                    | Hamvas Dániel     |
| 2001 | Kihevered, haver!             | Get Over It                             | Berke Landers                   | Tóth Barna        |
| 2002 | Robbanékony tinédzser         | Bang Bang You're Dead                   | Trevor Adams                    | Markovics Tamás   |
| 2002 | Totál káosz                   | Big Trouble                             | Matt Arnold                     | Molnár Levente    |
| 2002 | Egy gyilkosság története      | The Laramie Project                     | Aaron Kreifels                  |                   |
| 2003 | 11:14                         | 11:14                                   | Eddie                           | Karácsonyi Zoltán |
| 2003 | Northfork                     | Northfork                               | Cod                             |                   |
| 2004 | Jeremiah története            | The Heart Is Deceitful Above All Things | Fleshy Boy                      |                   |
| 2004 | A megtorló                    | The Punisher                            | Piercinges Dave                 | Simonyi Balázs    |
| 2005 | Túszdráma                     | Hostage                                 | Mars Krupcheck                  | Fekete Ernő       |
| 2006 | X-Men: Az ellenállás vége     | X-Men: The Last Stand                   | Angyal / Warren Worthington III | Zámbori Soma      |
| 2006 | Alpha Dog                     | Alpha Dog                               | Jake Mazursky                   | Bozsó Péter       |
| 2007 | 30 nap éjszaka                | 30 Days of Night                        | Az idegen                       | Szkárosi Márk     |
| 2007 | Börtönvonat Yumába            | 3:10 to Yuma                            | Charlie Prince                  | Tarján Péter      |
| 2008 | Balhés tesók                  | Birds of America                        | Jay                             | Szabó Máté        |
| 2009 | Pandorum                      | Pandorum                                | Bower                           | Zámbori Soma      |
| 2009 | A harcmező hírnökei           | The Messenger                           | Will Montgomery őrmester        | Fekete Zoltán     |
| 2011 | Rampart                       | Rampart                                 | Terry tábornok                  | Karácsonyi Zoltán |
| 2011 | 360                           | 360                                     | Tyler                           |                   |
| 2011 | A mestergyilkos               | The Mechanic                            | Steve McKenna                   | Szabó Máté        |
| 2011 | Sorselágazás                  | Here                                    | Will Shepard                    | Zámbori Soma      |
| 2012 | Csempészek                    | Contraband                              | Sebastian Abney                 | Zámbori Soma      |
| 2013 | A túlélő                      | Lone Survivor                           | Matthew Axelson                 | Dolmány Attila    |
| 2013 | Öld meg kedveseid             | Kill Your Darlings                      | William Burroughs               | Zámbori Soma      |
| 2013 | Vétkező szentek               | Ain't Them Bodies Saints                | Patrick Wheeler                 | Zámbori Soma      |
| 2015 | A program: Egy legenda bukása | The Program                             | Lance Armstrong                 | Zámbori Soma      |
| 2016 | Inferno                       | Inferno                                 | Bertrand Zobrist                | Zámbori Soma      |
| 2016 | A préri urai                  | Hell or High Water                      | Tanner Howard                   | Bozsó Péter       |
| 2016 | Warcraft: A kezdetek          | Warcraft                                | Medivh                          | Viczián Ottó      |
| 2016 | Viharlovagok                  | The Finest Hours                        | Richard Livesey                 | Géczi Zoltán      |
| 2017 | Ellenségek                    | Hostiles                                | Charles Wills őrmester          | Varga Gábor       |
| 2018 | Ne hagyj nyomot!              | Leave No Trace                          | Wills                           | Zámbori Soma      |
| 2018 |                               | Galveston                               | Roy Cady                        |                   |
| 2021 | Túlélő                        | The Survivor                            | Harry Haft                      | Mészáros Béla     |
| 2022 | A bérkatona                   | The Contractor                          | Mike                            | Dévai Balázs      |
| 2022 | Mindent egy lapra             | Hustle                                  | Vince Merrick                   | Zámbori Soma      |
| 2022 | Középkori hadvezér            | Medieval                                | Jan Žižka                       | Bozsó Péter       |
| 2022 | Emancipáció                   | Emancipation                            | Fassel                          |                   |
| 2023 |                               | Finestkind                              | Tom                             |                   |
| 2024 |                               | Sharp Corner                            | Josh McCall                     |                   |

### Televízió
| Év        | Magyar cím                      | Eredeti cím               | Szerep                                  | Megjegyzések           |
| --------- | ------------------------------- | ------------------------- | --------------------------------------- | ---------------------- |
| 1996–1997 |                                 | Flash Forward             | Tucker "Tuck" James                     | főszereplő (26 epizód) |
| 1998      |                                 | You Wish                  | Earl                                    | 1 epizód               |
| 1998      | Tudom, mit suttogtál a sötétben | I've Been Waiting for You | Charlie                                 | tévéfilm               |
| 1998      | Reggeli Einsteinnel!            | Breakfast with Einstein   | Ryan                                    | tévéfilm               |
| 1999–2000 | Különcök és stréberek           | Freaks and Geeks          | Eli                                     | 2 epizód               |
| 2000      | Családjogi esetek               | Family Law                | Jason Nelson                            | 1 epizód               |
| 2001–2002 |                                 | Boston Public             | Max Warner                              | 2 epizód               |
| 2003–2005 | Sírhant művek                   | Six Feet Under            | Russell Corwin                          | 22 epizód              |
| 2005      | Holtsáv                         | The Dead Zone             | Darren Foldes                           | 1 epizód               |
| 2007      | A nevem Earl                    | My Name Is Earl           | Glenn                                   | 2 epizód               |
| 2012      | Robotcsirke                     | Robot Chicken             | Orville Redenbacher / időutazó (hangja) | 1 epizód               |

## Színház
| Év   | Cím                      | Szerep           | Megjegyzések          |
| ---- | ------------------------ | ---------------- | --------------------- |
| 2013 | Orphans                  | Treat            | Broadway-debütálás    |
| 2014 | A Streetcar Named Desire | Stanley Kowalski | The Young Vic, London |

## Díjak és jelölések
| Év   | Kategória | Díj                                            | Film                  |
|      |           | Közép-Ohioi Filmkritikusok Egyesülete          |                       |
| ---- | --------- | ---------------------------------------------- | --------------------- |
| 2008 | díj:      | legjobb férfi mellékszereplő – Második hely    | Börtönvonat Yumába    |
| 2008 | díj:      | legjobb filmes csapat – Második hely           | Börtönvonat Yumába    |
|      |           | Daytime Emmy-díj                               |                       |
| 1990 | díj:      | legjobb férfi alakítás – Gyerek különdíj       | Robbanékony tinédzser |
|      |           | Fiatal Hollywood-díj                           |                       |
| 2006 | díj:      | legjobb férfi alakítás                         | Alpha Dog             |
|      |           | Filmszínészek Egyesülete-díj                   |                       |
| 2008 | jelölés:  | legjobb szereplőgárda                          | Börtönvonat Yumába    |
| 2005 | jelölés:  | legjobb szereplőgárda                          | Sírhant művek         |
| 2004 | díj:      | legjobb szereplőgárda                          | Sírhant művek         |
|      |           | Gemini-díj                                     |                       |
| 1998 | jelölés:  | legjobb férfi alakítás – Gyerek programban     | Flash Forward         |
| 1997 | jelölés:  | legjobb férfi alakítás – Gyerek programban     | Flash Forward         |
|      |           | Gotham-díj                                     |                       |
| 2009 | jelölés:  | legjobb férfi alakítás                         | A harcmező hírnökei   |
|      |           | San Diegoi Filmkritikusok Egyesülete           |                       |
| 2009 | jelölés:  | legjobb férfi alakítás                         | A harcmező hírnökei   |
|      |           | Satellite-díj                                  |                       |
| 2007 | jelölés:  | legjobb férfi mellékszereplő – dráma kategória | Börtönvonat Yumába    |
|      |           | Szaturnusz-díj                                 |                       |
| 2008 | jelölés:  | legjobb férfi mellékszereplő                   | Börtönvonat Yumába    |
|      |           | Teen Choice-díj                                |                       |
| 2001 | jelölés:  | Legjobb filmes páros – Kirsten Dunst           | Kihevered, haver!     |

## Fordítás
- Ez a szócikk részben vagy egészben  a   Ben Foster (actor) című angol Wikipédia-szócikk fordításán alapul.  Az eredeti cikk szerkesztőit annak laptörténete sorolja fel. Ez a jelzés csupán a megfogalmazás eredetét és a szerzői jogokat jelzi, nem szolgál a cikkben szereplő információk forrásmegjelöléseként.